# Парсела Нумеро Сијенто Сесента и Сеис, Ехидо Насионалиста (Енсенада)
Парсела Нумеро Сијенто Сесента и Сеис, Ехидо Насионалиста (шп. Parcela Número Ciento Sesenta y Seis, Ejido Nacionalista) насеље је у Мексику у савезној држави Доња Калифорнија у општини Енсенада. Насеље се налази на надморској висини од 30 м.

## Становништво
Према подацима из 2010. године у насељу је живео 1 становник.

### Хронологија
| Година       | 2000         | 2005      | 2010 |
| ------------ | ------------ | --------- | ---- |
| Становништво | 23 (12 / 11) | 9 (6 / 3) | 1    |

### Попис
| # | Индикатор                     | Вредност |
| - | ----------------------------- | -------- |
| 1 | Укупно домаћинстава           | 2        |
| 2 | Укупно насељених домаћинстава | 1        |
| 3 | Величина локације             | 1        |